# 郡家町 (兵庫県)
郡家町（ぐんげちょう）は、兵庫県津名郡にあった町。現在の淡路市郡家・北山にあたる。本項では町制前の名称である郡家村（ぐんげむら）についても述べる。

## 地理
- 海洋：播磨灘
- 河川：郡家川

## 歴史
- 1877年（明治10年） - 近世以来の郡家浜村・郡家浦・北山村が合併して郡家村となる。
- 1889年（明治22年）4月1日 - 町村制の施行により、津名郡郡家村が発足。
- 1923年（大正12年）4月1日 - 町制施行して郡家町となる。
- 1926年（大正15年）7月1日 - 尾崎村との間で境界変更。
- 1955年（昭和30年）3月31日 - 江井町・尾崎村・多賀村と合併して一宮町が発足。同日郡家町廃止。